# Скирмион
Скирмион — математическая модель в физике элементарных частиц, применяемая для моделирования барионов. Автор модели — Тони Скэрм.
Прогнозируется, что кроме барионов скирмионы могут возникнуть в конденсате Бозе-Эйнштейна, в сверхпроводниках. Скирмионы также могут описать некоторые хиральные магнитные вихри в тонких слоях магнитных материалов.

## Формальное описание
Скирмион является гомотопически нетривиальным классическим решением нелинейной сигма-модели с нетривиальной топологией целевой складки — частным случаем топологического солитона. Она возникает, например, в хиральных моделях мезонов, где целевая складка — однородное пространство:{\displaystyle SU(N)_{L}\times SU(N)_{R}} (структурная группа):{\displaystyle \left({\frac {SU(N)_{L}\times SU(N)_{R}}{SU(N)_{\text{diag}}}}\right)} где {\displaystyle SU(N)_{L}} и {\displaystyle SU(N)_{R}} — левые и правые копии соответственно, и {\displaystyle SU(N)_{diag}} — диагональная подгруппа.